# Iyaz
Iyaz（アイヤズ、1987年4月15日 - ）は、イギリス領ヴァージン諸島出身の歌手である。本名は、ケイドラン・ジョーンズ（Keidran Jones）。2009年にシングル｢リプレイ｣でデビュー。

## 来歴
音楽家の親の元に生まれ、イギリス領ヴァージン諸島のトルトラ島で育った。
彼は大学でエンジニアリングを学んだあと友人達と一緒に曲を作り始め、Island Girlsを発表。この曲はラジオでプッシュされ注目された。2008年にこれを聴いたラッパーのショーン・キングストンはアイヤズのMyspaceにメッセージを送り面会する。その後ショーンの紹介によりプロデューサーのJ.R.ロテムと
会い彼のレーベルBeluga Heights Recordsと契約する。デビューシングルの｢リプレイ｣がアメリカ及びヨーロッパで大ヒットし一躍注目され、2010年にアルバム｢リプレイ｣を発表。全英26位を記録する。

## 作品

### シングル
- リプレイReplay (2009)  全英1位 全米2位
- ソロSolo (2010) 全英3位 全米32位

### アルバム
- リプレイReplay (2010)
- オーロラ"Aurora" (2015)